# William Faulkner
William Faulkner (New Albany, Mississippi, 1897. szeptember 25. – Byhalia, Mississippi, 1962. július 6.) Nobel-díjas amerikai író, egyike a 20. század legnagyobb hatású irodalmi nagyjainak. Tekintélyét regényei, novellái, versei, filmforgatókönyvei és újító írói stílusa alapozták meg. Legtöbb műve Mississippi államban játszódik. Mark Twain, Robert Penn Warren, Flannery O’Connor, Truman Capote, Eudora Welty és a színdarabíró Tennessee Williams mellett egyike az amerikai déli irodalom legfontosabb alkotóinak. Bár munkáit rendszeresen publikálták az 1920-as évek közepe óta, Faulkner viszonylag kevéssé volt ismert. Ma már a legnagyobb amerikai írók közé sorolják.
1949-ben irodalmi Nobel-díjat kapott a „...modern amerikai irodalomban megteremtett erőteljes és egyedi művészi stílusáért”.

## Életrajza
Eredeti nevén William Cuthbert Falkner, William volt a legidősebb Murry Cuthbert Falkner és Maud Butler négy fia közül. Családi nevét az író később Faulknerre változtatta, hogy miért, arra a kutatók a mai napig nem találtak egyértelmű választ. Mississippi államának története és kultúrája, sőt az egész déli világ, nagy hatással volt nemcsak egyéniségére, de írásaira is. Négyéves korában a család Oxford városába költözött. Faulkner itt lakott élete végéig, kisebb-nagyobb megszakításokkal. Oxford mint helyszín, modellként szolgált több regényében is. Faulkner ükapja, William Clark Falkner, ismert alakja volt az észak-Mississippi vidéknek; az amerikai polgárháborúban (1861–1865) mint ezredes szolgált, megépített egy vasútvonalat, és később Mississippiben egy kisvárost is elneveztek róla. A család irodalmi tradícióit is az ükapa alapozta meg, egyéb írásain kívül egy regény megírásával. Faulknert ükapja ihlette John Sartoris alakjának megírására a Sartoris című nagy regényében.
1929 júniusában feleségül vette Estelle Oldhamet. Egy ideig rokonoknál laktak Oxfordban, ahol Faulkner felnőtt, majd 1930-ban házat vettek Rowan Oakban. A házat 1840-ben építették. Mikor Faulkner megvette, igencsak lepusztult állapotban volt; a renoválás nagy részét ő maga végezte. A házhoz négy holdnyi park és huszonkilenc holdnyi erdő tartozik. 1968-ban a helyet nemzeti kinccsé nyilvánították, majd 1972-ben Faulkner lánya, Jill Faulkner Summers, eladta a Mississippi Állami Egyetemnek. A házat megőrizték eredeti állapotában: az asztalon ott áll Faulkner írógépe, és jegyzetei is megvannak a szobája falán, ahova felvázolta a Példabeszéd (A Fable) című regényének körvonalát.
Amikor az első világháború idején alacsony termete miatt nem vették be katonának, először a kanadai, majd a brit királyi légierőhöz csatlakozott, a frontnak azonban a közelébe sem került. Lehetséges, hogy az "u" betű ekkoriban csúszott a Falkner névbe. Egyesek szerint ő maga tette be, amikor a légierőhöz csatlakozott, mások szerint egy figyelmetlen gépíró elírása volt. Amikor az elírás megjelent első könyve címlapján, és a hibát valaki megkérdőjelezte, Faulkner állítólag csak ennyit mondott: "Nekem így is, úgy is jó."
Faulkner első regényét New Orleansban írta meg 1925-ben, Soldiers' Pay címmel. A ház, ahol Faulkner ebben az időben lakott, ma a Faulkner Társaságnak ad otthont. 1957-től haláláig kapcsolatban állt a virginiai egyetemmel. A Wright's Sanitoriumban (Byhalia) halt meg. Szívroham vitte el 64 éves korában.

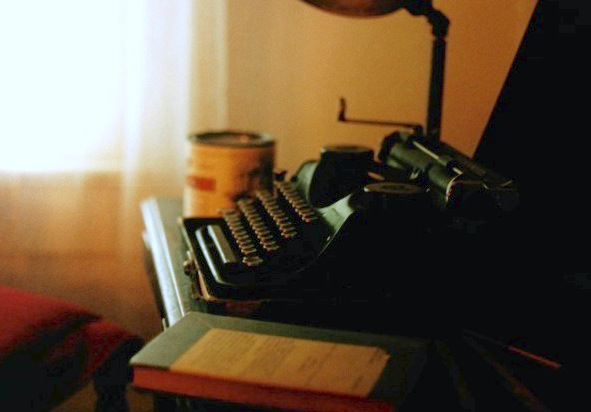
William Faulkner hordozható, Underwood márkájú írógépe Rowan Oak-i házának irodájában. A ház ma múzeum.

## Egyéb személyes vonatkozások
Élete végéig tartó alkoholizmusa ellenére is elérte, amit kitűzött maga elé. Mindig mondta (és ennek családja tanúja volt), hogy mialatt írt, nem ivott. Nem hitt abban, hogy az alkohol segít az alkotói folyamatban. Egyes irodalomszakértők szerint csak azért ivott, hogy megszabaduljon a mindennapi anyagi gondoktól, nem pedig azért, mert a kor romantikus felfogása szerint egy briliáns írónak szüksége van az alkohol buzdító hatására.
Volt néhány házasságon kívüli afférja is. Viszonyt folytatott Howard Hawks rendező titkárnőjével, Meta Carpenterrel, egy Joan Williams nevű fiatal írónővel (aki a kapcsolatról be is számolt The Wintering [1971] című regényében) és Jean Steinnel, egy filmmágnás lányával. 

## Művei
Faulknert egy másik író, Sherwood Anderson beszélte rá a regényírásra. Ennek eredményeképpen William Faulkner lett a "Dél" krónikása: nála alighanem senki sem tudta jobban megragadni az Államok déli részének hangulatát, a volt rabszolgatartó vidék csendes, konok, magányos búját. Fiktív helyszínei és szereplői segítségével a maga teljes valóságában tárja elénk a déliek örök sértettségét a polgárháború elvesztése miatt, mely maga után vonta a gazdag földbirtokosok elszegényedését mind anyagilag, mind erkölcsileg. Remek képet kapunk a szesztilalom Amerikájáról, és a feketék helyzetéről is.
Faulknerben a humor és a tragédia iránti érzéket szeretett Mississippi állama fejlesztette ki. Meglátta a faji megkülönböztetés tarthatatlan állapotát, a Dél ellentmondásait, észrevette, hogy a magukat együgyűnek álcázó déli "öregfiúk" mögött gyakran meglepő intelligencia rejlik.
Az 1920-as évektől kezdve – egészen a második világháború kitöréséig, amikor Faulkner Hollywoodba ment – 13 regényt és számos novellát publikált. Ezek voltak az alapjai életművének, amit aztán a Nobel-díj tetőzött be 52 éves korában. Ez a bőséges teljesítmény (mely főképpen azért jött létre, mert ismeretlen íróként szüksége volt a pénzre), magában foglalja legtöbb híressé vált regényét: A hang és a téboly (1929), Míg fekszem kiterítve (1930), Megszületik augusztusban (1932), és a Fiam, Absolon! (1936) címűeket. Faulkner termékeny volt a novellaírás terén is. Első gyűjteményében (These 13, 1932) benne van legtöbb kritikailag elismert novellája, mint például A Rose for Emily, Red Leaves, That Evening Sun és Dry September.
Első regényét (Soldiers' pay) New Orleansben írta; ottani háza napjainkban a Faulkner Társaságnak ad otthont.
Oxford (ahol az író felnőtt) szolgált a regényeiben újra és újra visszatérő Jefferson város mintájául. A szintén fiktív Yoknapatawpha megyében (ahogy Faulkner nevezte, a "koholt megyében") játszódik majdnem összes novellája és regénye. Maga a "Yoknapatawpha" név két Chickasaw-indián szóból származik: yokona és petopha; jelentésük "kettéhasított föld" (az író úgy gondolta, jelentése inkább "lassú víz folyik át a termőföldön"). Yoknapatawpha megalkotásával Faulkner nemcsak magának teremtett egy külön világot; kritikusai úgy tekintik, mint az irodalomban előforduló fiktív vidékek egyik legmonumentálisabb alkotását. 
Három regénye, a Tanyán (The Hamlet), The Town, és The Mansion, melyeket együttesen a Snopes Trilogy-nak neveznek, bemutatja Jefferson várost és környékét egy Snopes nevezetű nagycsalád életén és pszichológiáján keresztül. A kép, amit Faulkner a déliekről festett, közvetlenül érintette a lakosságot. A kapzsiság és lassú hanyatlás a déliek életének mindig is részei voltak, azonban Faulkner írásai mindezt előtérbe hozták, mintegy rámutattak a valóságra.

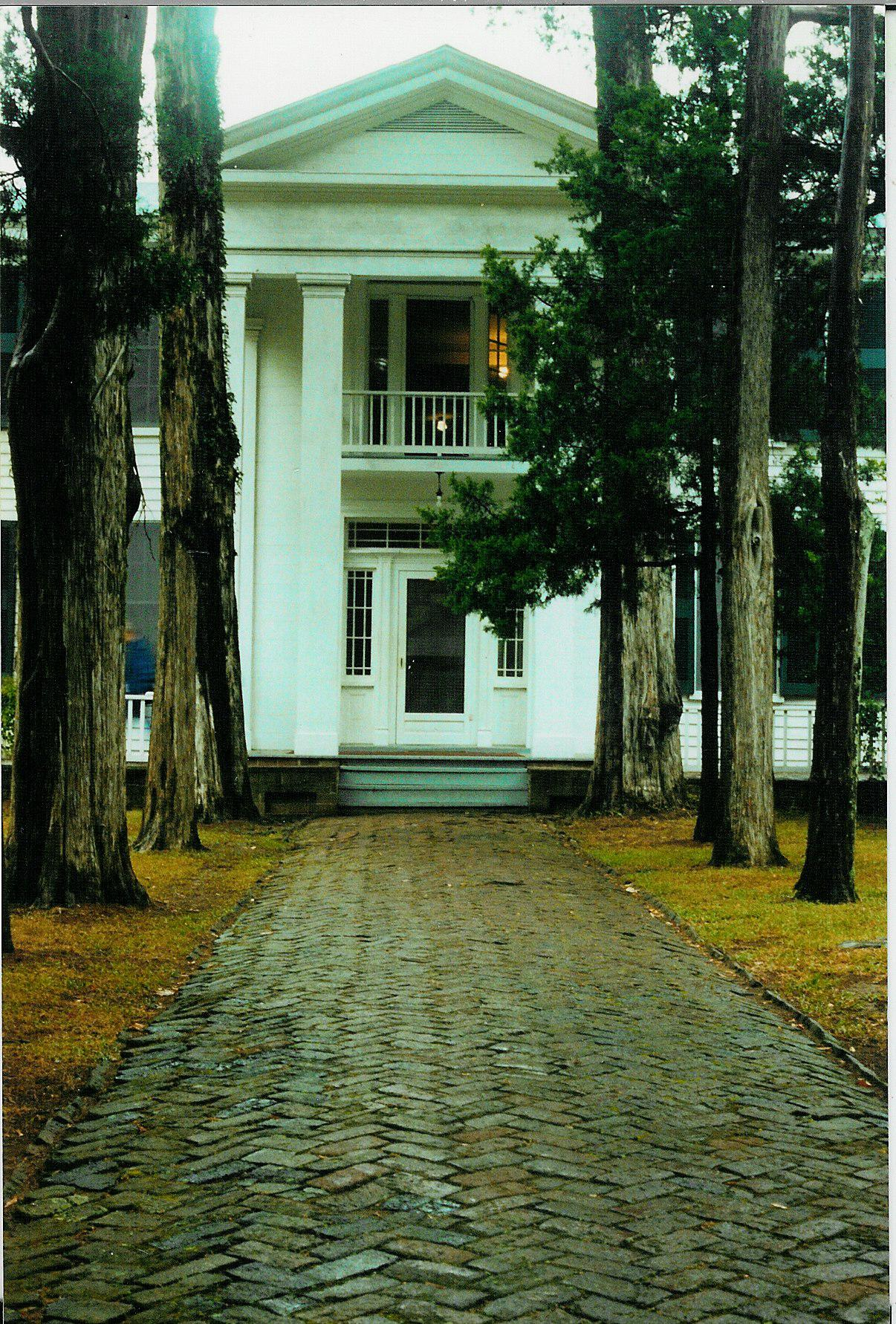
Faulkner Rowan Oak-i háza

További jelentősebb munkái a Szentély (Sanctuary, 1931), egy szenzácionalista stílusban megírt regény, melyről André Malraux francia író így nyilatkozott: "…a könyv a görög tragédia betolakodása egy detektívtörténetbe." Témái a gonoszság és a korrupció, hangvétele gótikus; a történet rezonanciája még ma is eleven. A Rekviem egy apácáért (Requiem for a Nun, 1951) regény (és egyúttal színdarab) tulajdonképpen folytatása a Szentélynek. Ez az egyetlen színdarab, amit Faulkner publikált, kivéve egy fiatalkori írását (The Marionettes), amiről néhány kézzel írt másolatot is megőrzött.

## Írástechnikája
Faulkner stílusa a problematikus írásmódok közé tartozik, azok közé, melyeket manapság kísérletező (experimentális) irodalmi műfajnak neveznek. Prózája helyenként nehezen érthető. Aprólékos figyelmet szentel az előadásmódnak és a hanglejtésnek. Kortársa, Ernest Hemingway minimalisztikus stílusa éles ellentétben áll Faulkner áramló tudatfolyamával; írásaiban gyakran erős érzelmeket fejez ki, időnként felhasználja a déli vidék gótikus elemeit, de ugyanakkor észszerű, logikus is. Mindez komplikálttá teszi regényeit. Karakterei változatosak: néger rabszolgák leszármazottjaitól, a fehér szegényektől, a földművesektől, és a munkásosztály tagjaitól kezdve az arisztokratákig mindenkiről írt. 1956-ban, egy, a The Paris Review amerikai irodalmi folyóiratban közölt interjú alkalmával Faulkner megjegyezte: „Ha egy írót érdekel a technika, forduljon a sebészhez vagy a falazó kőműveshez. Nincs automatikus módja az írásnak, nincs leegyszerűsített megoldás. A fiatal író számára bolondság lenne akármilyen elméletet követni. Tanulj a saját hibáidból – az emberek csak a saját tévedéseikből tudnak okulni. Az igazi művész az, aki nem hisz abban, hogy bárki is elég jó ahhoz, hogy tanácsot tudjon neki adni – hiúsága páratlan. Mindegy mennyire, tiszteli az idős írót, célja, hogy felülmúlja.” Egy nagy tiszteletben álló déli írónő, Flannery O’Connor, ezt mondta az íróról: „Faulkner puszta jelenléte köztünk nagy különbséget jelent egy író számára abban, hogy az a bizonyos író mit tud vagy nem tud magának megengedni. Senki nem akarja, hogy szamárfogata ott mondjon csődöt, ahol a Dél Vonata ["Dixie Limited"] száguld.”

## Hollywoodi évek
A korai negyvenes években Howard Hawks filmrendező meghívta Faulknert Hollywoodba. A forgatókönyvírást Faulkner boldogan elfogadta – szüksége volt a pénzre, és Hollywood jól fizetett. Emellett barátságot kötött nemcsak a rendezővel, de jó néhány színésszel is; ezek között volt Humphrey Bogart és Lauren Bacall. Megírta Raymond Chandler könyvének, The Big Sleep, és Hemingway To Have and Have Not című regényének forgatókönyveit.

## Díjak
Faulkner a Nobel-díjat 1949-ben kapta meg, de ténylegesen csak 1950-ben jutalmazták a Svéd Akadémia késése miatt. Faulkner a díj egy részét a fiatal, kezdő íróknak adományozta; később ebből a pénzből alapozták meg az úgynevezett PEN Faulkner-díjat. A pénz egy másik részével egy oxfordi banknál ösztöndíjat alapított afroamerikai diákok számára, hogy továbbtanulhassanak a közelben lévő főiskolán (Rust College, Holly Springs, Mississippi).
Faulkner 1955-ben Pulitzer-díj-at nyert a Példabeszéd (A Fable, 1954) című regényéért, és 1963-ban posztumusz Pulitzert kapott a Zsiványokért is (The Reivers, 1962). Ezeken kívül két Nemzeti Könyvdíjban (National Book Awards) is részesült: 1951-ben egy novellagyűjteményéért, és 1955-ben ismét a Példabeszédért (A Fable, 1955). 1946-ban Faulkner egyike volt az Ellery Queen folyóirat (Ellery Queen Mystery Magazine) három jutalmi jelöltjének. A versenyben második lett egy Manly Wade nevű író mögött.
1987-ben az amerikai kormány arcképes postabélyeget adatott ki tisztelete jeléül.

## Regények
- Soldiers' Pay (1926)
- Father Abraham (írta: 1926/1927, publikálta: 1983)
- Mosquitoes (1927)
- Sartoris (Flags in the Dust) (1929/1973). Utóbbi a szerző által adott eredeti cím visszaállítása, egyben lényegesen hosszabb, eredeti szöveg.
- A hang és a téboly (The Sound and the Fury) (1929)
- Míg fekszem kiterítve (As I Lay Dying) (1930)
- Szentély (Sanctuary) (1931)
- Megszületik augusztusban (Light in August) (1932)
- Pylon (1935)
- Fiam, Absolon! (Absalom, Absalom!) (1936)
- A legyőzhetetlenek (The Unvanquished) (1938)
- Vad pálmák (The Wild Palms/The Old Man) (1939). 1990-ben a Polk-féle kiadás visszaállította a szerző által adott eredeti címet: If I Forget Thee Jerusalem.
- Tanyán (The Hamlet) (1940)
- Eredj, Mózes (Go Down, Moses) (1942). Előzőleg publikált novellákból összeállított regény
- Sírgyalázók (Intruder in the Dust) (1948)
- Requiem for a Nun (1951)
- Példabeszéd (A Fable) (1954)
- The Town (1957)
- The Mansion (1959)
- Zsiványok (The Reivers) (1962)

## Novellák
| - Landing in Luck (1919) - The Hill (1922) - New Orleans - Mirrors of Chartres Street (1925) - Damon and Pythias Unlimited (1925) - Jealousy (1925) - Cheest (1925) - Out of Nazareth (1925) - The Kingdom of God (1925) - The Rosary (1925) - The Cobbler (1925) - Chance (1925) - Sunset (1925) - The Kid Learns (1925) - The Liar (1925) - Home (1925) - Episode (1925) - Country Mice (1925) - Yo Ho and Two Bottles of Rum (1925) - Music - Sweeter than the Angels Sing - A Rose for Emily (1930) - Honor (1930) - Thrift (1930) - Red Leaves (1930) - Ad Astra (1931) - Dry September (1931) - That Evening Sun (1931) - Hair (1931) - Spotted Horses (1931) - The Hound (1931) - Fox Hunt (1931) - Carcassonne (1931) - Divorce in Naples (1931) - Victory (1931) - All the Dead Pilots (1931) - Crevasse (1931) - Mistral (1931) - A Justice (1931) - Dr. Martino (1931) - Idyll in the Desert (1931) - Miss Zilphia Grant (1932) - Death Drag (1932) - Centaur in Brass (1932) - Once Aboard the Lugger (I) (1932) - Lizards in Jamshyd's Courtyard (1932) - Turnabout (1932) - Smoke (1932) - Mountain Victory (1932) - There Was a Queen (1933)* Artist at Home (1933) - Beyond (1933) - Elly (1934) - Pennsylvania Station (1934) - Wash (1934) - A Bear Hunt (1934) - The Leg (1934) - Black Music (1934) - Mule in the Yard (1934) - Ambuscade (1934) - Retreat (1934) - Lo! (1934) - Raid (1934) - Skirmish at Sartoris (1935) - Golden Land (1935) | - That Will Be Fine (1935) - Uncle Willy (1935) - Lion (1935) - The Brooch (1936) - Two Dollar Wife (1936) - Fool About a Horse (1936) - Vendee (1936) - Monk (1937) - Barn Burning (1939) - Hand Upon the Waters (1939) - A Point of Law (1940) - The Old People (1940) - Pantaloon in Black (1940) - Gold Is Not Always (1940) - Tomorrow (1940). Filmed in 1972, starring Robert Duvall. - The Tall Men (1941) - Two Soldiers (1942) - Delta Autumn (1942) - The Bear (1942) - Afternoon of a Cow (1943) - Shingles for the Lord (1943) - My Grandmother Millard and General Bedford Forrest and the Battle of Harrykin Creek (1943) - Shall Not Perish (1943) - Appendix, Compson, 1699-1945 (1946) - An Error in Chemistry (1946) - A Courtship (1948) - Knight's Gambit (1949) - Nobel Prize Award Speech (1949) - A Name for the City (1950) - Notes on a Horsethief (1951) - Mississippi (1954) - Sepulture South: Gaslight (1954) - Race at Morning (1955) - By the People (1955) - Hell Creek Crossing (1962) - Mr. Acarius (1965) - The Wishing Tree (1967) - Al Jackson (1971) - And Now What's To Do (1973) - Nympholepsy (1973) - The Priest (1976) - Mayday (1977) - Frankie and Johnny (1978) - Don Giovanni (1979) - Peter (1979) - A Portrait of Elmer (1979) - Adolescence (1979) - Snow (1979) - Moonlight (1979) - With Caution and Dispatch (1979) - Hog Pawn (1979) - A Dangerous Man (1979) - A Return (1979) - The Big Shot (1979) - Once Aboard the Lugger (II) (1979) - Dull Tale (1979) - Evangeline (1979) - Love (1988) - Christmas Tree (1995) - Rose of Lebanon (1995) - Lucas Beauchamp (1999) |

## Versek
- Vision in Spring (1921)
- The Marble Faun (1924)
- A Green Bough (1933)
- This Earth, a Poem (1932)
- Mississippi Poems (1979) – posztumusz kötet
- Helen, a Courtship and Mississippi Poems (1981) – posztumusz kötet

## Magyarul
- A medve. Kisregény; ford., utószó Viktor János; Európa, Bp., 1959 (Modern könyvtár)
- Megszületik augusztusban; ford. Déri György, utószó Sükösd Mihály; Európa, Bp., 1961
- Az öreg. Kisregény; ford. B. Nagy László; Európa, Bp., 1962
- Sírgyalázók. Regény; ford. Déri György, bev. Kristó Nagy István; Magvető, Bp., 1964 (Világkönyvtár)
- Zsiványok. Emlékezés; ford. Szíjgyártó László; Európa, Bp., 1965
- Hajnali hajtóvadászat. Elbeszélések; vál. Kulin Katalin, ford. Déry György et al., utószó Nagy Péter; Európa, Bp., 1968
- Szentély. Regény; ford. Déry György, bev. Taxner-Tóth Ernő; Magvető, Bp., 1968 (Világkönyvtár)
- A hang és a téboly. Regény; ford. Göncz Árpád; Európa, Bp., 1970
- Míg fekszem kiterítve; ford. Geher István; Magyar Helikon–Európa, Bp., 1971 (Helikon kiskönyvtár)
- Vad pálmák / Az öreg; ford. B. Nagy László; Európa, Bp., 1972 (Európa zsebkönyvek)
- Sartoris. Regény; ford. Göncz Árpád; Európa, Bp., 1974
- Példabeszéd. Regény; ford. Göncz Árpád; Európa, Bp., 1977
- Tanyán. Regény; ford. Papp Zoltán, Szilágyi Tibor; Európa, Bp., 1977
- Példabeszéd. Regény; ford. Göncz Árpád; Európa, Bp., 1977
- Tűz és tűzhely; ford. Déry György; in: Május 1. New Yorkban. Öt halhatatlan amerikai kisregény; Európa, Bp., 1977
- Fiam, Absolon!; ford. Göncz Árpád; Európa, Bp., 1979
- Eredj, Mózes; ford. B. Nagy László et al.; Európa, Bp., 1986 (Európa zsebkönyvek)
- Barn burning / Gyújtogató; ford. Gömöri Endre et al.; Noran, Bp., 1998 (Kentaur könyvek)
- A legyőzetlenek; ford. Pék Zoltán; Kalligram, Pozsony, 2010 (William Faulkner művei)
- Augusztus fénye; ford., utószó Géher István; Kalligram, Pozsony, 2010 (William Faulkner művei)

## Diszkográfia
- The William Faulkner Audio Collection. Caedmon, 2003. Öt óra, öt diszken: Faulkner 1949-es beszéde a Nobel díj átvételekor; részletek felolvasása a Míg fekszem kiterítve, The Old Man, és a Példabeszéd című regényekből, és az "A Rose for Emily", "Barn Burning", "Spotted Horses", "That Evening Sun", és a "Wash" című novellákból. A diszk az AudioFile Earphones jutalom nyertese.
- William Faulkner Reads: The Nobel Prize Acceptance Speech, Selections from As I Lay Dying, A Fable, The Old Man. Caedmon/Harper Audio, 1992. Cassette. ISBN 1-55994-572-9
- William Faulkner Reads from His Work. Arcady Series, MGM E3617 ARC, 1957. Faulkner reads from The Sound and The Fury (side one) and Light in August (side two). Produced by Jean Stein, who also did the liner notes with Edward Cole. Cover photograph by Robert Capa (Magnum)
- William Faulkner reads the 1949 Nobel Prize acceptance speech and excerpts from As I Lay Dying, The Old Man and A Fable

## Fordítás
- Ez a szócikk részben vagy egészben  a   William Faulkner című angol Wikipédia-szócikk fordításán alapul.  Az eredeti cikk szerkesztőit annak laptörténete sorolja fel. Ez a jelzés csupán a megfogalmazás eredetét és a szerzői jogokat jelzi, nem szolgál a cikkben szereplő információk forrásmegjelöléseként.

### Másodlagos irodalom
- Blotner, Joseph. Faulkner: A Biography. New York: Random House, 1974. 2 vols.
- Blotner, Joseph. Faulkner: A Biography. New York: Random House, 1984
- Sensibar, Judith L. The Origins of Faulkner's Art. Austin: University of Texas Press, 1982
- Sensibar, Judith L. Faulkner and Love: The Women Who Shaped His Art. New Haven: Yale University Press, 2008
- Margaret Kerr, Elizabeth, and Kerr, Michael M. William Faulkner's Yoknapatawpha: A Kind of Keystone in the Universe. Fordham Univ Press, 1985 ISBN 0-8232-1135-5, 9780823211357
- Fowler, Doreen, Abadie, Ann. Faulkner and Popular Culture: Faulkner and Yoknapatawpha. Univ. Press of Mississippi, 1990 ISBN 0-87805-434-0, 9780878054343